# Bag ved Linierne
Bag ved Linierne er en amerikansk stumfilm fra 1916 af Henry MacRae.

## Medvirkende
- Edith Johnson som Nina Garcia.
- Harry Carey som Dr. Ralph Hamlin.
- Ruth Clifford som Camilla.
- Mark Fenton som Garcia.
- Miriam Shelby som Cano.